# بوتن
بوتن که همچنین با نام بوتیلن نیز شناخته می‌شود، یک آلکن با فرمول شیمیایی C4H8 است و یک گاز بی‌رنگ است که در مقادیر کم در نفت خام موجود است و به همین دلیل استخراج آن از نفت چندان مقرون به صرفه نیست. به همین دلیل این گاز از فرایند کراکینگ کاتالیزوری سیال بستر هیدروکربن‌های بلند زنجیره که هنگام تخلیص نفت باقی می‌مانند، بدست می‌آید.
بوتن به عنوان مونومر در ساخت پلی‌بوتن کاربرد دارد اما این پلیمر از انواع دیگر که با زنجیره‌های کوتاه‌تر جایگزین شده مانند پلی‌پروپیلن گران‌تر است.  به همین پلی‌بوتن به عنوان کوپلیمر(مخلوط با دیگر پلیمرها) به کار می‌رود.

## ایزومرها
| نام آیوپاک | نام رایج         | ساختار | فرمول ساختاری | مدل سه بعدی |
| ۱-بوتن     | α-butylene       |        |               |             |
| ۲-بوتن     | cis-β-butylene   |        |               |             |
| ۲-بوتن     | trans-β-butylene |        |               |             |
| ایزوبوتیلن | isobutylene      |        |               |             |

## گاز بوتن
۱-بوتن گازی بیرنگ و قابل اشتعال است که به دسته‌ ای از ترکیبات آلی به نام آلفا-اولفین‌ (آلکن‌) تعلق دارد. فرمول شیمیایی آن CH3CH2CH = CH2 است. این گاز یکی از ایزومرهای Butene است و با ساختار خطی خود قابل تشخیص است. در شرایط عادی پایدار است. اما به راحتی پلیمریزه می‌ شود و پلیبوتن را تولید می کند.